# Rhyparia purpurata
Rhyparia purpurata је врста ноћног лепитра (мољца) из породице Erebidae. У литератури се често наводи под називом Diacrisia purpurata, с обзиром на то да новије научне студије разматрају родове Rhyparia i Rhyparioides као синониме рода Diacrisia.

## Распрострањење и станиште
Врста је присутна широм Европе и Азије. Насељава станишта са високим биљним заједницама, травната и прерасла рудерална подручја и рубове шума.

## Биљка хранитељка
Иако генерлано сматрана полифагом који се храни лишћем зељастих биљака, најчешће се бележе на различитим броћикама (лат. Galium spp). Поред тога, могу се хранити и лишћем листопадног дрвећа уколико је популација присутна на таквом станишту.

## Опис

### Животни циклус
Стадијум у ком врста презимљава је гусеница, и то у раним ларвеним ступњевима. Зреле гусенице срећу се у мају и јуну, у зависности од просечне дневне температуре, и лако их спазити јер време проводе акумулирајући сунчеву топлоту на стабљикама. Јаја се полажу у већим групама, сферична су и бисерног сјаја.Младе гусенице су веома бледе. Сазревањем, интегумент добија тамно мрку боју плавичастог одсјаја, док су латерално бледо жуте. Сете полазе са папилозних основа, жуте су или наранџасте дорзално а беле у осталим деловима. Главена капсула и екстремитети су црне боје. Уочава се и медиодорзална линија, састављена од наизменично широких и уских белих поља. Улуткавање се врши у скровишту, под камењем или стељом. Лутка је глатка и смеђа, а на њеном крају често се уочава скуп жутих сета, остатак последњег ларвеног ступња. Лутка је заштићена и прозирним, танким свиленим омотачем.

### Одрасле јединке
Лете у јуну и јулу, а лако су препознатљиви по јарко жутим горњим крилима, који су маркирани црним мрљама. Доња крила су црвене боје и носе крупније црне маркације.